# 마쓰시타 도모유키
마쓰시타 도모유키(일본어: 松下 知之, 2005년 8월 1일~)는 일본의 수영 선수로 주 종목은 개인혼영이다. 2024년 하계 올림픽에 참가하여 평영 200m 종목에서 은메달을 획득했다.

## 경력
마쓰시타는 2005년 도치기현 우쓰노미야시에서 태어났다.
2024년 프랑스 파리에서 열린 2024년 하계 올림픽에 일본 국가대표로 참가했고 남자 개인혼영 400m 종목에서 프랑스의 레옹 마르샹의 뒤를 이어 은메달을 획득했다.